# 勒梅尼勒叙奥热
勒梅尼勒叙奥热（法語：Le Mesnil-sur-Oger，法語發音：[lə menil syʁ ɔʒe]）是法国马恩省的一个市镇，位于该省西南部，属于埃佩尔奈区。

## 地名
与通常在法语地名中表示“在……河畔”之意的“sur”不同，该地名Le Mesnil-sur-Oger中的“sur”意为“在……上方”，表示名为勒梅尼勒（Le Mesnil）的该地与奥热（Oger）的位置关系，并以“奥热上方的勒梅尼勒”之名区分其他的“勒梅尼勒”，且事实上在该地附近也并无“奥热河”存在，《世界地名翻译大辞典》与《世界地名译名词典》将其误译作“奥热尔河畔勒梅尼勒”（且“Oger”的发音为[ɔʒe]而非[ɔʒɛʁ]，即便其若真为河名，按河名意译也应是“奥热河”而非“奥热尔河”）。

## 地理
勒梅尼勒叙奥热（48°56'48"N, 4°1'19"E）面积7.91 平方千米，位于法国大東部大區马恩省，该省份为法国东北部内陆省份，北起阿登省，西北接埃纳省，西南接塞纳-马恩省，南至奥布省，东南接上马恩省，东临默兹省。
与勒梅尼勒叙奥热接壤的市镇（或旧市镇、城区）包括：新城-雷讷维尔-舍维尼、布朗科托。

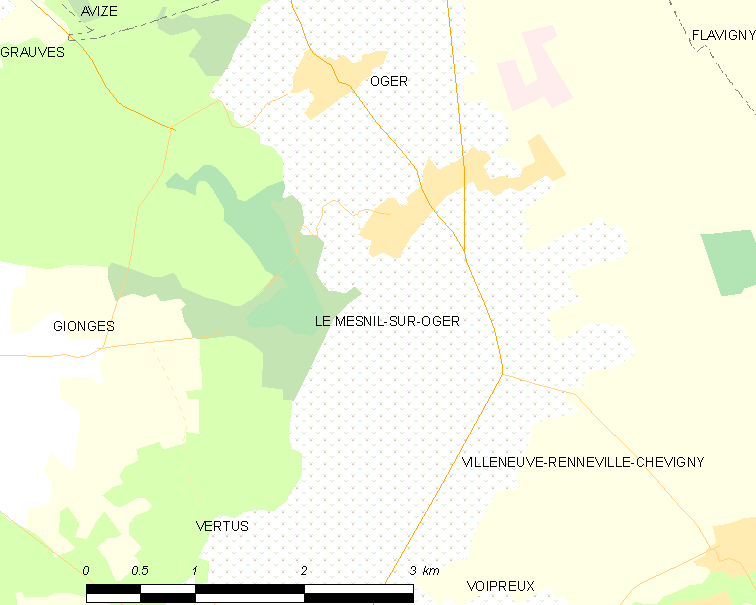
勒梅尼勒叙奥热的OSM定位图

勒梅尼勒叙奥热的时区为UTC+01:00、UTC+02:00（夏令时）。

## 行政
勒梅尼勒叙奥热的邮政编码为51190，INSEE市镇编码为51367。

## 政治
勒梅尼勒叙奥热所属的省级选区为韦尔蒂-香槟平原县。

## 人口

1962-2008年间勒梅尼勒叙奥热人口变化图示

勒梅尼勒叙奥热于2022年1月1日时的人口数量为1001人。